# Emiro Sossa
Emiro Sossa Pacheco (Sogamoso, 20 de febrero de 1954-Yopal, 7 de diciembre de 2001), fue un médico y político colombiano, asesinado el 7 de diciembre de 2001 en el municipio de Yopal, Casanare. Sossa fue alcalde de Yopal y Gobernador de Casanare.

## Carrera política
Graduado como médico en la Universidad Nacional de Colombia, se dedicó al ejercicio profesional en su ciudad adoptiva, Yopal, providente de los municipios de mani y villanueva en los cuales había realizado su trabajo rural, convirtiéndose poco después también en un referente político local dentro del Partido Liberal. Lideró su propio movimiento al interior del liberalismo y apoyó la elección de Óscar Wilchez como alcalde de Yopal en 1988, convirtiéndose en 1990 en su sucesor como alcalde, para el bienio 1990-1992. Tras la elección de Wilchez como Gobernador de Casanare en 1992, Sossa pasó a liderar la oposición a tal gobierno, debido a la exclusión que Wilchez hizo de muchos sectores en la administración departamental. 
En las elecciones de octubre de 1994, Emiro Sossa fue elegido Gobernador tras derrotar al también médico Miguel Ángel Pérez, candidato de Wilchez. El 7 de marzo de 1996 Sossa fue suspendido por la Procuraduría General debido al inicio de una investigación en su contra por participación política indebida cuando se desempeñó como alcalde;dejando como gobernador encargado al en ese entonces secretario privado William Perez Espinelquien más adelante perdería las elecciones a la alcaldía de Yopal; el 2 de mayo fue destituido. Para las elecciones de 1997 Sossa intentó postularse nuevamente a la Alcaldía de Yopal,  puesto que había una inhabilidad proferida por la Procuraduría, debió retirarse  ; no obstante, Sossa decidió apoyar a Efrén Hernández, quien fue indiscutiblemente electo como alcalde de Yopal para el periodo 1998-2000.
Para las elecciones de 2000 aún se encontraba inhabilitado. Sossa apoyó la candidatura de Pérez para la Gobernación de Casanare, la cual resultó exitosa frente a la del exmandatario Wilchez. Desde entonces se empezó a preparar para las siguientes elecciones, para las cuales partió como el favorito y rompió con el gobernador William Pérez debido a este tema.

## Asesinato
El 7 de diciembre de 2001, luego de asistir al funeral de uno de sus mejores cuadros políticos el asesinado exconcejal de Yopal Segundo Gabriel Rivera, Emiro Sossa fue asesinado por grupos paramilitares. Después de varios años en la impunidad, las investigaciones por este crimen siguen avanzando, sindicando del crimen material a varios líderes de las Autodefensas Campesinas y estos a su vez sindican a algunos dirigentes políticos.
El 7 de diciembre de 2011 se realizó un homenaje en conmemoración del décimo aniversario del asesinato de Emiro Sossa Pacheco; magnicido que aún se encuentra en la impunidad. En la ceremonia realizada en la ciudad de Yopal se presentó un video documental que reconstruye la trayectoria biográfica de éste importante dirigente político de Casanare. (http://www.youtube.com/watch?v=uHAM6Z26HWA)

## Legado
Dentro de la familia de Emiro Sossa han surgido distintos líderes políticos: su hermano Gustavo, fue alcalde de Sogamoso y Senador; su viuda Lourdes Carrillo intentó llegar a la Asamblea de Casanare, sin éxito y su hijo David Emiro es actualmente Concejal de Yopal, a nombre del Partido Liberal, pero, al igual que su padre, representando una tendencia alternativa dentro del partido.
| Predecesor: Óscar Wilchez | Gobernador de Casanare 1 de enero de 1995 al 2 de mayo de 1996 | Sucesor: Efrén Hernández |